# Ja'Kobe Walter

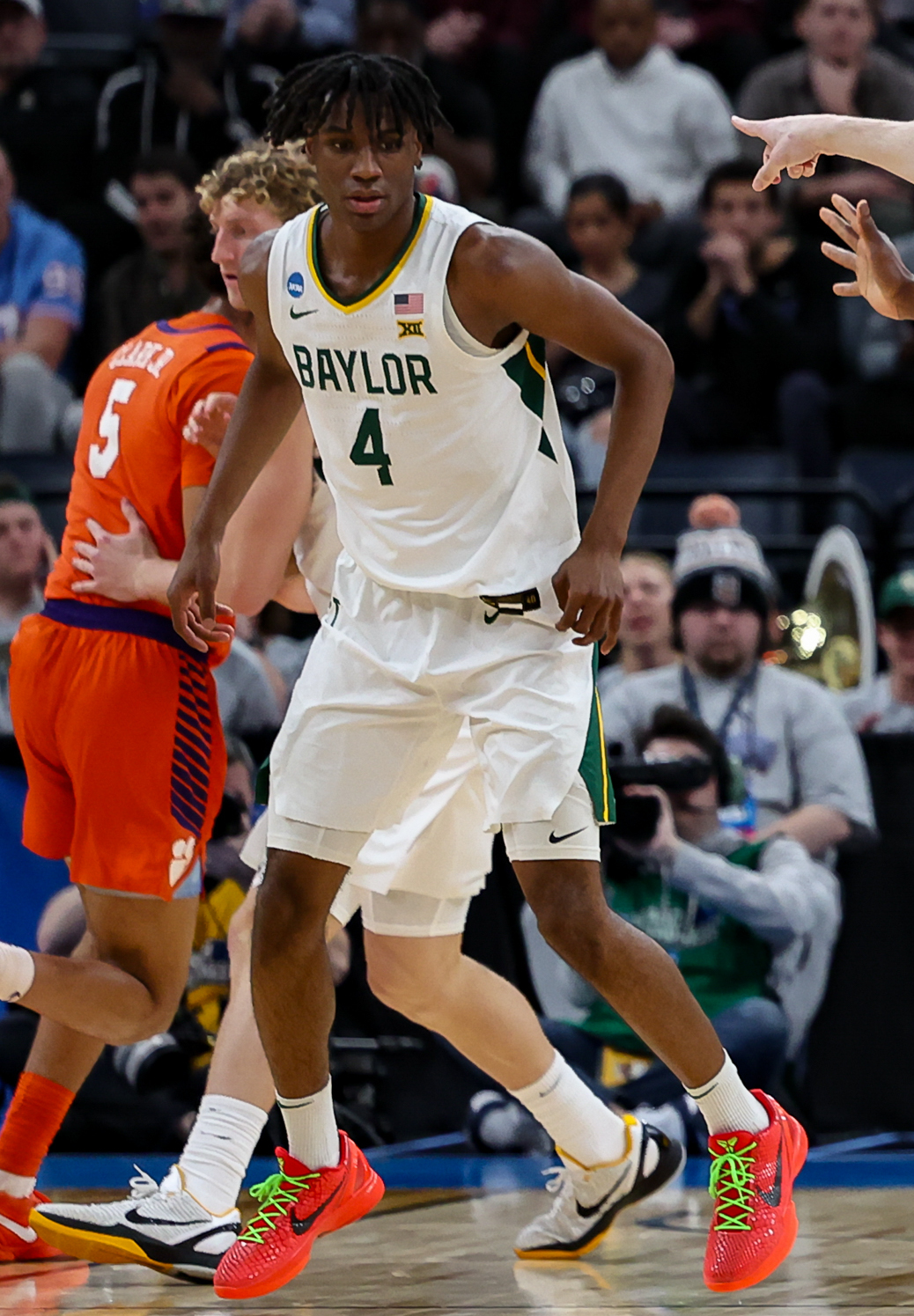
Ja'Kobe Walter, 2024.

Ja'Kobe Amare Walter, född 4 september 2004 i Dallas i Texas, är en amerikansk professionell basketspelare (SG) som spelar för Toronto Raptors i National Basketball Association (NBA).
Han draftades av Toronto Raptors i första rundan i 2024 års draft som 19:e spelare totalt.
Innan Walter blev proffs studerade han på Baylor University och spelade för deras idrottsförening Baylor Bears.